# Thomas R. Pickering
Thomas Reeve Pickering (Orange, 5 de noviembre de 1931) es un diplomático de carrera retirado de los Estados Unidos. Entre sus diversos cargos diplomáticos, se desempeñó como embajador de los Estados Unidos ante las Naciones Unidas desde 1989 hasta 1992, y como subsecretario para Asuntos Políticos del Departamento de Estado entre 1997 y 2000.

## Biografía

### Primeros años y educación
Nacido en Orange (Nueva Jersey), es hijo de Hamilton Reeve Pickering y Sarah Chasteney Pickering. Se graduó de Rutherford High School en Rutherford (Nueva Jersey).
Comenzó a asistir a Bowdoin College en Brunswick (Maine) en 1949 con planes de unirse al ministerio y se graduó en 1953 con altos honores. Luego obtuvo una maestría de la Escuela de Derecho y Diplomacia Fletcher en la Universidad Tufts en Medford (Massachusetts). Después de graduarse en Tufts, recibió una beca Fulbright y asistió a la Universidad de Melbourne en Australia, donde realizó una segunda maestría en 1956. Además de un doctorado en leyes honorario que Bowdoin le otorgó en 1984, ha recibido otros 12 títulos honorarios.
Antes de unirse al Departamento de Estado, sirvió en la Armada de los Estados Unidos desde 1956 hasta 1959, y más tarde sirvió en la Reserva Naval donde alcanzó el rango de Teniente Comandante.

### Carrera diplomática
Su carrera de cuatro décadas en el servicio exterior de los Estados Unidos incluyó ser embajador en Rusia (1993–1996); India (1992–1993); las Naciones Unidas (1989-1992); Israel (1985–1988); El Salvador (1983–1985); Nigeria (1981-1983); y Jordania (1974–1978). Además, se desempeñó como subsecretario de Estado para Asuntos Políticos de 1997 a 2000. Tiene el rango de embajador de carrera, el más alto en el servicio exterior estadounidense.

#### Carrera temprana
Al principio de su carrera, fue asignado a la embajada de los Estados Unidos en Tanzania y más tarde fue asistente especial de los Secretarios de Estado William P. Rogers y Henry Kissinger. Cuando Pickering se desempeñó como embajador de los Estados Unidos en Jordania a mediados de la década de 1970, el Rey Huséin I lo declaró «el mejor embajador estadounidense con el que he tratado». Desde 1978 hasta 1981, se desempeñó como secretario adjunto de Estado para Océanos y Asuntos Ambientales y Científicos Internacionales. Luego pasó un tiempo como embajador de los Estados Unidos en Nigeria antes de que el presidente Ronald Reagan reemplazara sorprendentemente al embajador en El Salvador, Deane R. Hinton, por Pickering.
El tiempo de Pickering como embajador en El Salvador fue agitado. Sólo un año después de haber sido nombrado embajador en 1984, fue objeto de amenazas de asesinato por parte de políticos salvadoreños de derecha. El mismo año, el senador republicano Jesse Helms de Carolina del Norte instó a que se retirara a Pickering, argumentando que ayudó a manipular las elecciones del país. En ambos casos, el presidente Ronald Reagan le ofreció todo su apoyo a Pickering y lo nombró embajador en Israel. Más tarde, cuando se desempeñaba con embajador ante las Naciones Unidas, señaló que desempeñó un papel menor en el caso Irán-Contra mientras era embajador en El Salvador.
Como embajador en Israel, encabezó las críticas de Estados Unidos hacia la política israelí que expulsó a los palestinos acusados de inculcar levantamientos. Pickering destacó al primer ministro israelí, Isaac Shamir, que Estados Unidos consideraba las acciones como ilegales e inútiles para los esfuerzos de paz.

#### Naciones Unidas y últimos años
El presidente George H. W. Bush lo nombró embajador de los Estados Unidos ante las Naciones Unidas, siendo aprobado casi por unanimidad en el Senado de los Estados Unidos en 1989, sin votos negativos y solo con una abstención. Pickering desempeñó un papel fundamental como embajador durante la primera guerra del Golfo, cuando ayudó a dirigir la respuesta del Consejo de Seguridad de las Naciones Unidas a la invasión de Kuwait por Irak. Fue presidente del Consejo de Seguridad durante los meses de junio de 1989, noviembre de 1990 y febrero de 1992.
La decisión de Bush de trasladar a Pickering de las Naciones Unidas para convertirse en el embajador en la India fue criticada debido al exitoso mandato de Pickering. El New York Times declaró que Pickering era «posiblemente el mejor representante de Estados Unidos ante ese organismo» y que la medida se tomó simplemente porque eclipsó al secretario de Estado James A. Baker durante la Crisis del Golfo Pérsico. El último nombramiento como embajador fue hecho por el presidente Bill Clinton, quien lo designó jefe de misión en Rusia.
Entre 1997 y 2001, se desempeñó como subsecretario de Estado para Asuntos Políticos, el tercer puesto de mayor importancia del Departamento de Estado. Cuando Madeleine Albright lo nombró para el cargo, la revista Time lo declaró el «general de cinco estrellas del cuerpo diplomático». En 1998, fue enviado especial a Nigeria y se reunió con el líder encarcelado Moshood Abiola el día de su liberación.

### Años posteriores

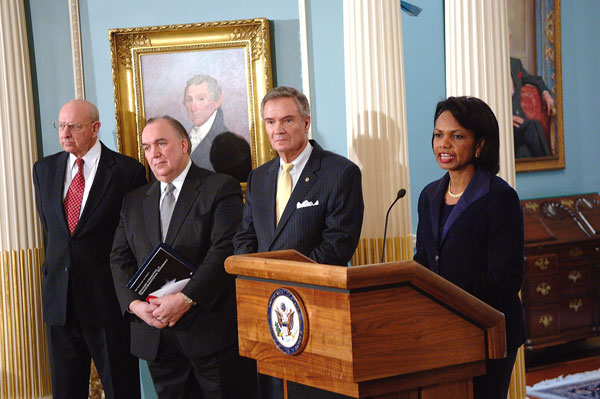
La secretaria de Estado Condoleezza Rice con (de izquierda a derecha): Thomas Pickering, John Engler y John Breaux en la presentación del Informe Final del Comité Asesor sobre Diplomacia Transformacional en enero de 2008.

Después de su retiro del servicio exterior en 2001, se desempeñó como vicepresidente senior de relaciones internacionales en Boeing hasta 2006. Actualmente se desempeña como miembro independiente de la junta directiva de la empresa de tuberías más grande del mundo, OAO TMK, en Moscú. También está afiliado al International Crisis Group y es su copresidente. Además, es Presidente del Centro para el Estudio de la Presidencia y el Congreso, Presidente del Instituto para el Estudio de la Diplomacia, Presidente de la Academia Estadounidense de Diplomacia, Presidente de la Fundación Rostropovich-Vishnevskaya, y miembro de la Junta de Asesores de la Oficina Nacional de Investigación Asiática y de la Fundación del Panel Global con sede en Berlín, Praga y Sídney.
Tras su jubilación, el programa de becas para asuntos extranjeros del Departamento de Estado de los Estados Unidos pasó a llamarse «programa de becas para asuntos extranjeros Thomas R. Pickering». Las becas son financiadas por el Departamento de Estado y administradas por el Centro de Pasantías y Seminarios Académicos de Washington. En mayo de 2004, el Bowdoin College le otorgó el Premio Bowdoin, el premio más alto que otorga a sus graduados.
Es miembro de la junta directiva de CRDF Global y del American Iranian Council, una organización dedicada a la normalización de las relaciones entre Irán y Estados Unidos. También es miembro del Consejo de Relaciones Exteriores y de la junta directiva del Henry L. Stimson Center, así como de la Junta Asesora del Grupo Eurasia, firma de consultoría de riesgos políticos y de America Abroad Media.
En 2012, junto con el exjefe del Estado Mayor Conjunto, el almirante Michael Mullen, ayudó a dirigir un panel patrocinado por el Departamento de Estado que investigó el asalto al consulado estadounidense en Bengasi (Libia).